# 岡田五郎
岡田 五郎（おかだ ごろう、1901年（明治34年）8月25日 – 1965年（昭和40年）9月23日）は、日本の鉄道官僚、政治家。衆議院議員（3期）。

## 経歴
兵庫県加東郡小野町長尾で岡田常次の三男として生まれる。第六高等学校を経て、1925年、東京帝国大学法学部法律学科（英法）を卒業。1924年11月、高等試験行政科試験に合格。1925年、鉄道省に入省し鉄道属に任官し札幌駅貨物係に配属された。
以後、鉄道局参事、鉄道大臣官房人事課長、同秘書課長、鉄道監、札幌鉄道局長、大阪鉄道局長などを歴任し、1947年に退官した。
1949年1月の第24回衆議院議員総選挙で兵庫県第三区に民主自由党から出馬し当選。以後、第26回総選挙まで連続して当選し、衆議院議員を連続三期務めた。この間、第4次吉田内閣保安政務次官、自由党政調会海運部長などを務めた。
造船疑獄により、1954年4月14日に収賄容疑により逮捕され、1958年7月9日、東京地方裁判所で懲役10か月執行猶予2年の判決を受けた。その後、控訴したが控訴棄却の判決が出て上告を行わず一審判決が確定した。
その他、鉄道弘済会理事、日本鉄道車輌工業協会理事長などを務めた。
1965年9月23日死去、64歳。死没日をもって勲三等旭日中綬章追贈（勲四等からの昇叙）、正五位から正四位に叙される。